# Anguloa × ruckeri
Anguloa × ruckeri, es una orquídea de hábito terrestre originaria de  Sudamérica. Es un híbrido natural de Anguloa clowesii × Anguloa hohenlohii.

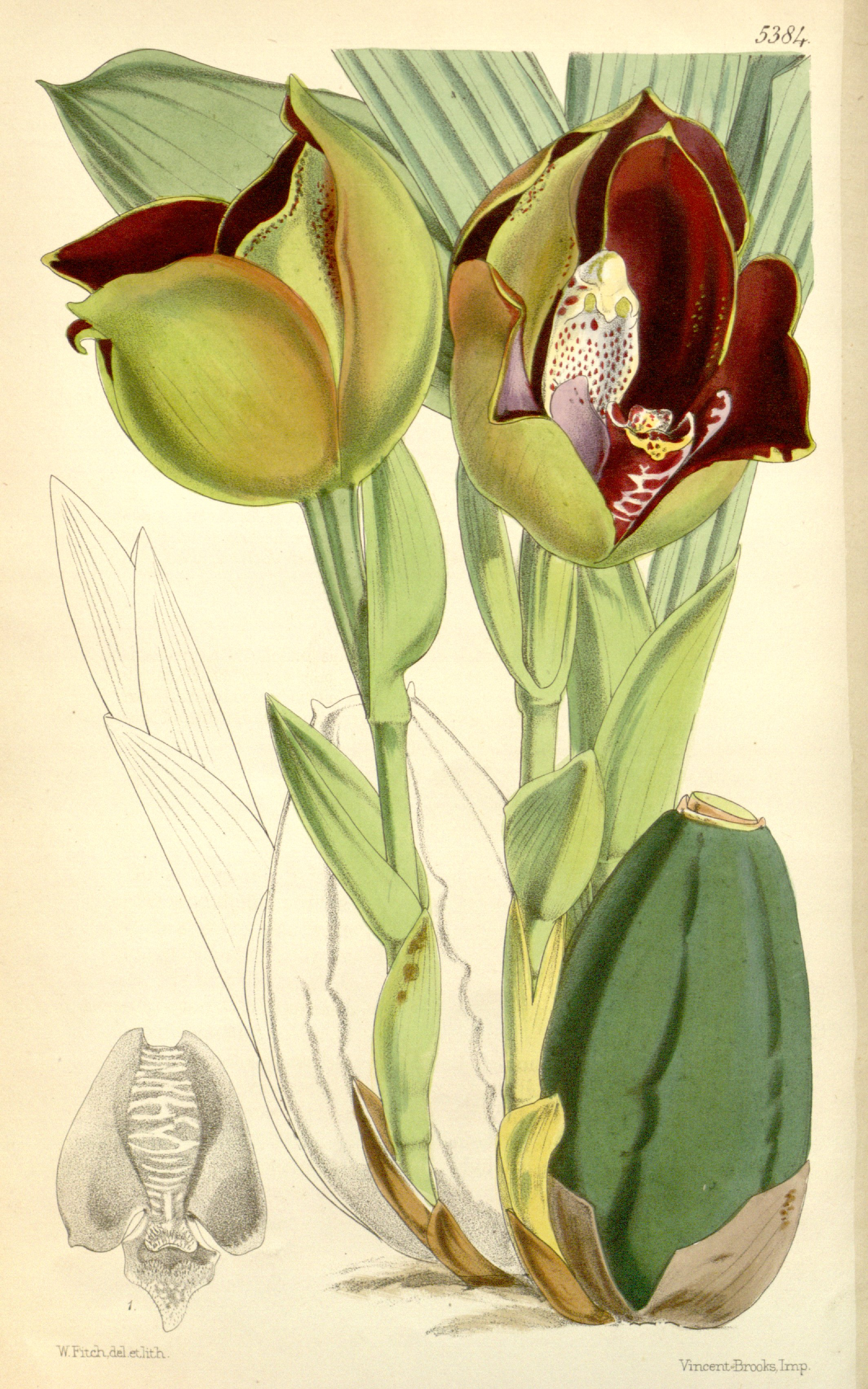
Ilustración.

## Características
Es una orquídea de gran tamaño, de hábito terrestre, que prefiere el clima cálido al frío, con pseudobulbos grandes de color verde oscuro, agrupados, cónicos,  como en Lycaste apical, ligeramente comprimidos que llevan 3 hojas, apicales, de color verde claro, plegadas, caducas,  elíptico-lanceoladas con vainas basales. Florece en la primavera y el verano, ya que surgen los nuevos crecimientos de 1 a 4 inflorescencias, basales, de 20 cm  de largo, cilíndricas, con bráctea floral y que tiene una flor solitaria, como un tulipán, carnoso, fragante, de larga duración, que llega a media altura de la hoja.

## Distribución y hábitat
Se encuentra en Colombia y Venezuela, en las elevaciones de 900 a 2.000 metros.

## Taxonomía
Anguloa × ruckeri fue descrita por John Lindley y publicado en Edwards's Botanical Register 32: t. 41. 1846.
Etimología
Anguloa (abreviado Ang.): nombre genérico otorgado en honor de  "Francisco de Angulo", director de las minas de Perú y un aficionado a las orquídeas del tiempo en que llegaron  Ruiz y Pav. a ese país.
ruckeri: epíteto otorgado en honor del botánico Herman Montague Rucker Rupp.
Sinonimia
- Anguloa clowesii var. macrantha B.S.Williams
- Anguloa clowesii var. ruckeri (Lindl.) Foldats
- Anguloa × macrantha Linden [Invalid]
- Anguloa × media Rchb.f.
- Anguloa × ruckeri var. media Rchb.f.
- Anguloa × ruckeri var. wageneri Regel
- Anguloa × sanguinea Kikkert[4][5]